# Siganus doliatus
Siganus doliatus is een straalvinnige vissensoort uit de familie van konijnvissen (Siganidae). De wetenschappelijke naam van de soort is voor het eerst geldig gepubliceerd in 1829-38 door Guérin-Méneville.